# Córrego do Barro
Córrego do Barro é um distrito do município brasileiro de Pará de Minas, no estado de Minas Gerais. Segundo o censo demográfico de 2022, realizado pelo Instituto Brasileiro de Geografia e Estatística (IBGE), sua população era de 506 habitantes e havia 205 domicílios particulares permanentes ocupados. Possui área de 90,03 km² conforme a Fundação João Pinheiro (FJP). Foi criado pela lei estadual nº 2.764 de 30 de dezembro de 1962.
De acordo com o IBGE, em 2010 a população era de 529 habitantes e havia 351 domicílios particulares.